# اورگین پنب
اورگین پنب (انگلیسی: Ergün Penbe؛ زادهٔ ۱۷ مهٔ ۱۹۷۲) یک بازیکن فوتبال اهل ترکیه است.
وی همچنین در تیم ملی فوتبال ترکیه بازی کرده‌است.